# Jacques Mellick
Jacques Mellick, né le 22 juillet 1941 à Fresnicourt-le-Dolmen (Pas-de-Calais), est un homme politique français.

## Biographie
Le père de Jacques Mellick, Isidore, né à Paris de famille originaire de Biélorussie, était fonctionnaire et sa mère, Claire, était la fille de Gaston Beltrémieux, un député socialiste ayant voté en faveur de la remise des pleins pouvoirs au Maréchal Pétain. Très tôt engagé en politique, Jacques Mellick adhère à la SFIO en 1959 et devient secrétaire national des jeunesses socialistes SFIO de 1964 à 1967.
Il est responsable de la Fédération Léo-Lagrange puis en 1967 directeur adjoint d'une société coopérative HLM dans le Pas-de-Calais et directeur de sociétés.
Il devient conseiller régional en 1974, maire de Béthune en 1977, et député en 1978.
Il est ensuite élu conseiller général du canton de Béthune-Sud de 1979 à 1985, puis de Béthune-Nord de 1985 à 1994 et sera vice-président du Conseil général du Pas-de-Calais.
Tout au long des années 1980, Béthune se modernise et devient la ville précurseur en matière d'habitat et de développement social des quartiers[réf. souhaitée]. Son bilan à la tête de la commune est néanmoins critiqué en août 1999 par la Chambre régionale des comptes du Nord-Pas-de-Calais sur une période s'étendant entre 1986 et 1996.
De 1988 à 1993, sous la présidence de François Mitterrand, Jacques Mellick devient successivement secrétaire d'État aux Anciens combattants, ministre de la Mer puis secrétaire d'État à la Défense.
En 1996, il est contraint par la justice à abandonner tous ses mandats à la suite de sa condamnation pour faux témoignage dans l'affaire VA-OM. Il est condamné à un an de prison avec sursis, deux ans d'inéligibilité pour subornation de témoins et à cinq ans de privation de droits civiques pour faux témoignages. Il publie quelques années plus tard Excès de vitesse, où il revient sans détours sur son parcours politique.
En 2002, à la suite de l'invalidation de l'élection de Bernard Seux, maire sortant, il redevient maire de Béthune dès le premier tour.
Lors des législatives de 2007, il est investi par le PS dans la 9e circonscription du Pas-de-Calais ; bien que la circonscription soit réservée à une femme, il réussit à imposer sa candidature à la veille du Conseil national. Cependant, il ne réussit pas à battre le député UMP sortant, André Flajolet, au second tour.
Il est battu lors du deuxième tour des municipales de 2008 à Béthune par la liste menée par Stéphane Saint-André.
À partir de 2012, Mellick n'est plus adhérent du parti socialiste. Le 8 février 2014, il se déclare candidat à la mairie de Béthune, avec la liste "Béthune Forte et Unie", en vue des élections municipales de 2014. Il se présente sans l'investiture socialiste, confiée au maire sortant Stéphane Saint-André. En tête à l'issue du premier tour, Jacques Mellick est battu au second tour : il obtient 28,08 % des voix, arrivant en troisième position derrière Stéphane Saint-André (28,41 %) et le nouveau maire issu de l'UDI Olivier Gacquerre (33,6 %).
En mars 2015, il rejoint le Mouvement républicain et citoyen fondé par Jean-Pierre Chevènement pour exprimer son désaccord avec la politique nationale du PS.
En mars 2020, il renonce à se présenter en tête de liste pour les élections municipales de 2020 de Béthune et rejoint Nathalie Delbart dans sa liste divers-gauche « Les Béthunois avant tout ». La liste essuie un revers face au maire sortant Olivier Gacquerre et arrive en troisième position avec 9,65% des voix et un seul élu.

## Affaire judiciaire
Jacques Mellick a été condamné en 1997 à un an de prison avec sursis, 30 000 francs d'amende et 5 ans d'inéligibilité pour son faux témoignage dans l'affaire VA-OM.
Il a également été condamné pour subornation de témoin.
Il avait reconnu avoir menti en soutenant devant le juge qu'il se trouvait dans le bureau de Bernard Tapie à Paris, le 17 juin 1993, à une heure où Boro Primorac, entraîneur de Valenciennes affirmait avoir rencontré le président de l'Olympique de Marseille à la demande de ce dernier. Bernard Tapie niait que cette entrevue ait eu lieu. Le retour sur ses déclarations de son assistante parlementaire, la présence avérée de Jacques Mellick une heure avant à Béthune lors d'une réunion (d'où son surnom de l'époque de « maire le plus rapide de France ») l'avait obligé à revenir sur ses premières déclarations. Jacques Mellick avait alors soutenu avoir menti « pour sauver Béthune » où était installée l'entreprise Testut, appartenant alors au groupe de Bernard Tapie.

## Plan Mellick
Alors qu'il était ministre délégué auprès du ministre des Transports et de la Mer, chargé de la Mer, dans le Gouvernement Michel Rocard, Jacques Mellick a élaboré un plan visant à réduire la capacité de pêche de la flotte française. Ce plan est annoncé par le gouvernement le 13 mars 1991. Il s'agissait de respecter les demandes européennes de limitation de la surpêche par réduction de 40 % des capacités de pêche. Les pêcheurs étaient incités, par des aides financières et des mesures sociales, à détruire les bateaux les plus vieux. Le plan a eu pour effet de réduire le nombre de bateaux de plus de 20 ans et de moins de 12 mètres. Les conséquences sont mitigées car si la capacité de pêche côtière a diminué, l'exploitation des stocks démersaux, elle, n'a pas diminué.

## Mandats électifs
- Conseiller municipal et maire :
  - 1977-1983 : maire de Béthune ;
  - 1983-1989 : maire de Béthune ;
  - 1989-1995 : maire de Béthune ;
  - 1995-1996 : maire de Béthune (mandat interrompu pour cause de démission à la suite d'une condamnation pénale) ;
  - 2002-2008 : maire de Béthune ;
  - 2008-2020 : conseiller municipal de Béthune.
- député à l'Assemblée nationale :
  - 1978-1981 : député du Pas-de-Calais ;
  - 1981-1986 : député du Pas-de-Calais ;
  - 1986-1988 : député du Pas-de-Calais ;
  - 1988 : réélu député du Pas-de-Calais (mandat interrompu pour cause d'entrée au gouvernement) ;
  - 1993-1996 : député du Pas-de-Calais (mandat interrompu pour cause de démission à la suite d'une condamnation pénale).

## Fonctions gouvernementales
- du 10 mai 1988 au 22 juin 1988 : secrétaire d'État aux Anciens combattants, dans le Gouvernement Michel Rocard (1)
- du  23 juin 1988 au 15 mai 1991 : ministre délégué auprès du ministre des Transports et de la Mer, chargé de la Mer, dans le Gouvernement Michel Rocard (2)
- du 15 mai 1991 au 31 mars 1992 : secrétaire d'État auprès du ministre de la Défense, chargé de la Défense, dans le Gouvernement Édith Cresson
- du 2 avril 1992 au 28 mars 1993 : secrétaire d'État auprès du ministre de la Défense, dans le Gouvernement Pierre Bérégovoy

## Décoration
Commandeur de l'ordre du Mérite maritime ex officio, en tant que ministre chargé de la Mer.

## Publication
- Excès de vitesse ![18], Calmann-Lévy, 2000.